# 부산자동차마이스터고등학교
부산자동차마이스터고등학교(釜山自動車마이스터高等學校)는 대한민국 부산광역시 사하구 장림동에 있는 공립 고등학교이다.

## 학교 연혁
- 1999년 3월 1일 : 부산자동차고등학교 개교, 제1대 이종석 교장 취임
- 1999년 3월 4일 : 제1회 입학식(6학급 240명, 학급당 40명)
- 2001년 2월 10일 : 사이버학습 모듈을 통한 기술능력 향상 방안 시교육청 연구시범학교(3년)
- 2002년 2월 15일 : 제1회 졸업식(자동차과 80명, 전자기계과 69명, 자동제어과 75명)
- 2008년 10월 2일 : 자동차산업분야 마이스터고등학교 선정
- 2009년 4월 29일 : 마이스터고 자율학교 지정(2009. 5.1.~2014.2.28.)
- 2010년 3월 1일 : 한국형 마이스터고 개교
- 2014년 6월 24일 : 교육부 지정 글로벌 현장학습 운영학교 지정
- 2017년 12월 5일 : 마이스터고 자율학교 재지정(2018.3.1.~2022.2.28.)
- 2023년 12월 22일 : 제23회(마이스터12기) 졸업식(94명) 총 졸업생 3,388명(마이스터 총 졸업생 1,367명)
- 2024년 3월 2일 : 제26회(마이스터15기) 입학(96명)
- 2024년 9월 2일 : 제10대 손재형 교장 취임
- 2025년 3월 1일 : 부산자동차마이스터고등학교로 교명 변경

## 설치 학과
- 자동차과(공통과정)
- 자동차과(자동차정비과정)
- 자동차과(자동차부품가공과정)
- 자동차과(자동차생산자동화과정)

## 참고 자료
- 부산자동차마이스터고등학교 - 한국교육학술정보원 학교알리미